# Ла Кресент (Минесота)
Ла Кресент (енгл. La Crescent) град је у америчкој савезној држави Минесота.

## Демографија
По попису из 2010. године број становника је 4.830, што је 93 (-1,9%) становника мање него 2000. године.
| Група             | 2000.         | 2010.         |
| Белци             | 4.778 (97,1%) | 4.623 (95,7%) |
| Афроамериканци    | 21 (0,4%)     | 40 (0,8%)     |
| Азијати           | 43 (0,9%)     | 31 (0,6%)     |
| Хиспаноамериканци | 36 (0,7%)     | 53 (1,1%)     |
| Укупно            | 4.923         | 4.830         |